# NGC 523
NGC 523 (còn được gọi là Arp 158) là một thiên hà xoắn ốc nằm trong chòm sao Tiên Nữ. Thiên hà này được phát hiện bởi William Herschel vào ngày 13 tháng 9 năm 1784, và bởi Heinrich d'Arrest vào ngày 13 tháng 8 năm 1862. Thiên hà do d'Arrest phát hiện được liệt kê là NGC 523, trong khi của Herschel được liệt kê là NGC 537; cả hai đều cùng là một thiên hà. Trong Danh mục chung mới, John Dreyer đã chú thích rằng NGC 523 là một tinh vân kép.
Vào tháng 9 năm 2001, một siêu tân tinh loại Ia là SN 2001en được phát hiện trong NGC 523.